# Botanochara
Botanochara là một chi bọ cánh cứng trong họ Chrysomelidae.
Chi này được Dejean miêu tả khoa học năm 1837.

## Các loài
Các loài trong chi này gồm:
- Botanochara impressa (Panzer, 1798)
- Botanochara matogrossoensis Borowiec, 2006
- Botanochara vianai Borowiec, 1989